# المثنى صبح
المثنى صبح، مخرج سوري من أصل فلسطيني. من مواليد 24 نوفمبر 1971 م. أخرج عدداً من المسلسلات العربية منها جلسات نسائية.
ويعتبر المثنى من رواد الإخراج الدرامي بسبب اهتمامه بالتفاصيل الفردية وبناء الشخصية بالنسبة للممثلين، وإبراز الواقعية الاجتماعية في أعماله.
كما يهتم كذلك بأدق تفاصيل المشاهد الدرامي بسبب دقة ملاحظته المعروف بها، ويحاول دوماً خلق أجواء طبيعية في أعماله بعزل الممثلين عن أجواء الكواليس والديكورات واستعانته بطاقم متجانس من العاملين في أعماله سواء ممثلين أو فنيين.
ومن أهم ما يميزه على صعيده المهني تواصله الشخصي مع كافة أفراد وطاقم العمل في مختلف مجالاتهم، بالإضافة لشخصيته المحبوبة إلا أنه يتميز بانضباط شديد ولكن دون خلق حالة توتر بين العاملين.
المثنى صبح مخرج ذو ثقافة عالية واضطلاع واسع ومعرفة عامة إلا أنه برغم ذلك يبحث عن المعلومات والحقائق العلمية، ويهتم بدراسة الأوضاع الاجتماعية والثقافية والاجتماعية للحقبة التي يستهدفها الإنتاج في أعماله، يتعامل المثنى مع الممثلين من خلال شخصياتهم لكي يخرج أكبر قدر من الإبداع الفني.

## أهم أعماله
| عنوان العمل             | المؤلف             | طبيعة العمل | تاريخ الإنتاج   |            |
| ----------------------- | ------------------ | ----------- | --------------- | ---------- |
| أم 44                   | هبة مشاري حمادة    | مسلسل       | 2025            | إخراج      |
| من شارع الهرم إلى...    | هبه مشاري حمادة    | مسلسل       | 2022            | إخراج      |
| العاصوف - ثلاث أجزاء    | عبد الرحمن الوابلي | مسلسل       | 2018 -2019-2022 | إخراج      |
| حارة الشيخ              | بندر باجبع         | مسلسل       | 2016            | إخراج      |
| العراب                  |                    | مسلسل       | 2015            | إخراج      |
| في ظروف غامضة           | فادي قوشقجي        | مسلسل       | 2015            | إخراج      |
| بواب الريح              | خلدون قتلان        | مسلسل       | 2014            | إخراج      |
| ياسمين عتيق             | رضوان شبلي         | مسلسل       | 2013            | إخراج      |
| سكر وسط                 | مازن طه            | مسلسل       | 2013            | إخراج      |
| رفة عين                 | أمل عرفة           | مسلسل       | 2012            | إخراج      |
| جلسات نسائية            | أمل حنـا           | مسلسل       | 2011            | إخراج      |
| القعقاع بن عمرو التميمي | محمود الجعفوري     | مسلسل       | 2010            | إخراج      |
| الدوامة                 | ممدوح عدوان        | مسلسل       | 2009            | مخرج       |
| العشاق                  |                    | فيلم        | 2008            | مخرج منفذ  |
| ليس سراباً               | فادي قوشقجي        | مسلسل       | 2008            | مخرج       |
| على حافة الهاوية        | أمل حـنا           | مسلسل       | 2007            | مخرج       |
| مشاريع صغيرة            | ممدوح حمادة        | مسلسل       | 2006            | إخراج      |
| ندى الأيام              | نور أتاسي          | مسلسل       | 2006            | إخراج      |
| أحلام في البوابة        |                    | مسلسل       | 2005            | مخرج منفذ  |
| عصي الدمع               |                    | مسلسل       | 2005            | مخرج منفذ  |
| أحلام كبيرة             |                    | مسلسل       | 2004            | مخرج منفذ  |
| التغريبة الفلسطينية     |                    | مسلسل       | 2004            | مخرج منفذ  |
| ربيع قرطبة              |                    | مسلسل       | 2003            | مخرج منفذ  |
| الفصول الاربعة ج2       |                    | مسلسل       | 2002            | مخرج منفذ  |
| صلاح الدين الأيوبي      |                    | مسلسل       | 2001            | مخرج منفذ  |
| سيرة آل الجلالي         |                    | مسلسل       | 2000            | مساعد مخرج |
| عائلتي و أنا            |                    | مسلسل       | 1999            | مخرج منفذ  |
| الفصول الاربعة ج1       |                    | مسلسل       | 1999            | مخرج منفذ  |
| فضاءات رمادية           |                    | فيلم        | 1999            | مخرج منفذ  |
| مرايا 99                |                    | مسلسل       | 1999            | مساعد مخرج |
| سفر                     |                    | مسلسل       | 1998            | مخرج منفذ  |

## روابط خارجية
- المثنى صبح على موقع قاعدة بيانات الأفلام العربية